# Timbres de Nouvelle-Calédonie 2007
Cet article recense les timbres de Nouvelle-Calédonie émis en 2007 par l'Office des postes et télécommunications de l'archipel.

## Généralités
Les timbres portent les mentions « Nouvelle-Calédonie RF Postes 2007 » (RF pour République française). Ils sont en usage dans ce pays d'outre-mer rattaché à la France et qui bénéficie d'une large autonomie postale dans le choix de ses émissions philatéliques. 
La valeur faciale est exprimée en franc pacifique (XPF).

### Tarifs
Les tarifs en usage sont ceux du 1er janvier 2007. Ils sont déterminés selon quatre zones géographiques et trois priorités.
Outre les tarifs intérieurs au territoire, la zone 1 correspond à l'Océanie, la Polynésie française et Wallis-et-Futuna, la zone 2 à l'Europe et à la France d'outre-mer et la zone 3 à l'Afrique, l'Amérique et l'Asie.
Le courrier prioritaire est expédié par avion. Le tarif économique aérien (« écoaérien ») correspond à une expédition vers l'Australie et la zone 2 par avion sans priorité d'embarquement. Le tarif « écomaritime » suit la voie de surface par bateau pour certaines destinations.
Voici les tarifs postaux réalisables avec un timbre émis en 2007.
Régime intérieur :
- 75 XPF : lettre de moins de 20 grammes.
- 120 XPF : lettre de 21 à 50 grammes.
- 1100 XPF (feuille de dix) : courrier de 3 à 5 kilogrammes.

Régime extérieur :
- 110 XPF : toute carte postale vers les zones 1, 2 et 3.
- 110 XPF : lettre de moins de 20 grammes vers la zone 2.
- 190 XPF : lettre de 21 à 50 grammes vers la zone 1.
- 220 XPF (bloc « Cagou ») : courrier de 0 à 100 grammes au tarif écoaérien vers l'Australie.
- 280 XPF : lettre de 21 à 50 gammes vers la zone 2.
- 1100 XPF (feuille de dix) : courrier de 1 à 1,5 kilogramme au tarif écomaritime.
- 1100 XPF : lettre recommandée de 300 à 400 grammes vers la zone 1.

## Légende
Pour chaque timbre, le texte rapporte les informations suivantes :
- date d'émission, valeur faciale (en franc CFP, code ISO 4217 : XPF) et description,
- formes de vente,
- artistes concepteurs et genèse du projet,
- manifestation premier jour,
- date de retrait, tirage et chiffres de vente,

ainsi que les informations utiles pour une émission donnée.

## Janvier

### Série courante Cagou
Le 25 janvier, est émis un timbre d'usage courant de 5 francs pacifiques de couleur violette, au type Cagou de Lavergne utilisé depuis 2003.
Ce type est dessiné et gravé par André Lavergne pour une impression en taille-douce en feuille de cent timbres.

## Février

### Année du sanglier
Le 7 février, à l'occasion du Nouvel An chinois le 18 février, est émis un timbre de 110 XPF représentant un sanglier, signe astrologique de l'année lunaire qui commence. L'animal entouré d'idéogrammes chinois est représenté dans un paysage naturel.
Le timbre carré de 3,6 cm de côté est dessiné par Jean-Richard Lisiak. Il est imprimé en offset en feuille de dix exemplaires avec une vignette centrale d'une longueur double de celle du timbre, qui met face à face un cochon domestiqué assis sur un coussin et un sanglier sortant de la forêt.
Le tirage est de 120 000 timbres.

### CPS Secrétariat général de la Communauté du Pacifique 1947-2007
Le 7 février, est émis un timbre de 120 XPF pour le 60e anniversaire de la Commission du Pacifique Sud, devenue le Secrétariat général de la Communauté du Pacifique et dont le siège est à Nouméa, en Nouvelle-Calédonie. Depuis 1947, l'organisation à laquelle adhèrent 22 États et territoires travaille au développement économique et social des populations océaniennes. L'illustration est une mise en scène du logotype de la Communauté, qui constitue le motif principal, blanc au centre du timbre.
Le timbre de 2,7 × 4,8 cm est signé Jibé Lebars, également auteur du timbre sur le même sujet de Wallis-et-Futuna, émis le 28 juin 2007. Il est imprimé en offset en feuille de vingt-cinq unités.
120 000 timbres ont été tirés.

## Mars

### Cour des comptes 1807-2007
Le 19 mars, dans le cadre d'une émission conjointe des sept administrations postales qui couvrent le territoire français, est émis un timbre commémoratif de 110 XPF pour le bicentenaire de la Cour des comptes. La façade du palais Cambon apparaît sur l'illustration à travers un drapeau tricolore. En bas à droite, un des symboles de cette cour chargée de vérifier l'utilisation de l'argent public : un miroir posé devant une balance de justice.
Le timbre de 4 × 3 cm est dessiné et gravé par André Lavergne. Il est imprimé en taille-douce en feuille de quarante-huit exemplaires.
Le tirage est de 180 000 timbres.
L'illustration est identique pour les sept administrations, ainsi que l'impression en taille-douce. Les autres administrations postales concernées sont la France métropolitaine (comprenant aussi les quatre départements d'outre-mer), Mayotte, la Polynésie française, Saint-Pierre-et-Miquelon, les Terres australes et antarctiques françaises et Wallis-et-Futuna.

## Mai

### 50eanniversairedu traité de Rome
Le 11 mai, est émis un timbre de 110 francs pacifique pour le cinquantenaire du traité de Rome instituant la Communauté européenne. Bien que la Nouvelle-Calédonie n'appartiennent pas à l'Union européenne, elle bénéficie de l'aide du Fonds européen de développement par son statut de pays et territoires d'outre-mer. L'illustration représente neuf enfants, les pieds dans l'océan aux eaux vertes, saluant le lecteur. Dans le ciel bleu, est visible la carte de l'Europe et les étoiles du drapeau européen qui paraissent apparaître au-dessus de l'horizon.
L'illustration d'O. Labarre est imprimée en offset sur un timbre de 3,6 × 2,6 cm conditionné en feuille de vingt-cinq.
Le tirage est de 140 000 exemplaires.

## Juin

### Marché aux poissons
Le 13 juin, sont émis trois timbres sur des espèces de poissons dans le cadre d'une série consacrée au marché aux poissons de Nouméa. Il s'agit du picot rayé (35 XPF, Siganus lineatus), du rouget de nuit (75 XPF, Lutjanus adetii) et du dawa (110 XPF, Naso unicornis).
Les dessins sont signés par Jean-Richard Lisiak et mis en page sur des timbres de 3,6 × 2,6 cm imprimés en offset en feuille de vingt-cinq unités.

### Samoa 2007. XIIIeJeux du Pacifique sud
Le 14 juin, est émis un timbre de 75 francs pacifiques pour annoncer les XIIIe Jeux du Pacifique sud à Samoa, du 25 août au 8 septembre 2007. Une photographie de natation illustre le timbre avec une sportive pratiquant la course en papillon.
La photographie est mise en page sur un timbre de 4,8 × 2,7 cm imprimé en offset en feuille de vingt-cinq exemplaires.

### Le câble sous-marin
Le 25 juin, est émis un timbre de 280 XPF sur la pose de Gondwana-1, un câble sous-marin entre Sydney en Australie et Nouméa afin de relier l'archipel calédonien au réseau mondial de communication à haut-débit. L'illustration représente le navire câblier Île de Ré chargé de la pose du câble dont un faisceau de brins est également dessiné. En haut à droite, sous la forme d'un logotype, l'opération est incarnée par les animaux-symboles des deux pays : le kangourou et le cagou.
Le timbre de 4,8 × 2,7 cm est dessiné et gravé par Claude Andréotto. Il est imprimé en offset et en taille-douce en feuille de dix exemplaires.

## Août
Les émissions du 4 août coïncident avec le Salon du timbre et des collections, organisé par le Club philatélique le Cagou. pendant cette manifestation, l'OPT a imprimé ses premiers timbres personnalisés.

### Journée du timbre: la boîte à lettres normalisée
Le 4 août, est émis un carnet de dix timbres différents de 75 XPF reproduisant des photographies de boîtes aux lettres fabriqués par les habitants de Nouvelle-Calédonie. La couverture conseille l'usage de la boîte normalisée, surnommée « BAL'N » et dont la promotion est assurée par le dessin d'une baleine portant une boîte dans sa bouche.
Le carnet et les timbres sont mis en page par Luc Dartois et imprimés en offset.
35 000 carnets ont été tirés.

### Oiseaux endémiques menacés
Le 4 août, sont émis trois timbres sur des espèces endémiques d'oiseaux de Nouvelle-Calédonie, menacés d'extinction. Ont été choisis : le méliphage toulou (Gymnomyza aubryana) sur le 35 XPF, l'échenilleur de montagne (Coracina analis) sur le 75 XPF, et le cagou (Rhynochetos jubatus) sur le 110 XPF. Les deux premiers sont dessinés dans une scène naturelle ; sur un fond noir pour le cagou. Chaque timbre porte les logotypes de deux associations de protection des oiseaux : la Société calédonienne d'ornithologie (SCO), affiliée à Birdlife International.
Les timbres de 4 × 3 cm sont dessinés par Laurence Ramon et sont imprimés en offset en feuille de vingt-cinq exemplaires.
Le tirage est de 140 000 exemplaires de chacun des timbres.

### SNSM
Le 4 août, est émis un timbre de 75 francs pacifiques pour le quarantième anniversaire de la Société nationale de sauvetage en mer (SNSM). L'illustration est le dessin du sauvetage d'un bateau de plaisance échoué sur des récifs par un navire de la SNSM.
Le timbre de 5,2 × 3,1 cm est dessiné par Sébastien Lesire et imprimé en offset en feuille de vingt-cinq exemplaires.
Le tirage est de 160 000 timbres.

### 60eanniversaireClub philatélique le Cagou
Le 4 août, est émis un bloc de deux timbres de 110 XPF pour le 60e anniversaire du Club philatélique le Cagou, association philatélique locale dont l'emblème est le cagou. L'oiseau est représenté sur les deux timbres et le bloc dans les différentes formes sous lesquelles il a été dessiné pour les séries d'usage courant de Nouvelle-Calédonie depuis 1942. Deux mains tenant une loupe et des brucelles font du bloc le dessin de la table de travail d'un collectionneur de timbres au type Cagou.
Le bloc est dessiné par Jean-Richard Lisiak, auteur de la série de 1997. Il est imprimé en offset et sérigraphie.
Le tirage est de 35 000 blocs.

### Saison de la Nouvelle-Calédonie en Nouvelle-Zélande
Le 16 août, est émis un timbre de 190 XPF à l'occasion de la Saison de la Nouvelle-Calédonie en Nouvelle-Zélande (Season of New Caledonia 2007), manifestation promotionnelle organisée par le gouvernement du territoire français entre février et novembre 2007. Sur le timbre, deux habitants autochtones de chacun des archipels sont dessinés portant des peintures traditionnelles. Entre eux, le logotype de la manifestation : un cœur et les initiales « NC » et « NZ ».
Le timbre de 5,2 × 3,1 cm est dessiné par Jean-Paul Véret-Lemarinier et imprimé en offset en feuille de vingt-cinq.
Le tirage est de 99 500 timbres. 

## Septembre

### Aquarium des lagons
Le 5 septembre, est émis un carnet contenant deux blocs de cinq timbres de 110 XPF pour annoncer l'ouverture de l'Aquarium des lagons, le nouvel aquarium de Nouméa. Quatre des cinq types représentent des espèces aquatiques. Le cinquième type, d'une longueur double aux autres, montrent le nouveau bâtiment de l'aquarium.
Les timbres sont dessinés par Jean-Richard Lisiak et sont imprimés en offset.
Trente mille carnets sont imprimés.

### Coupe du monde de rugby
Le 5 septembre, est émis un bloc de dix timbres ovales de 110 XPF à l'occasion de la Coupe du monde de rugby à XV 2007 organisée en Écosse, en France et au Pays de Galles du 7 septembre au 20 octobre 2007. Le dessin du timbre représente un joueur courant le ballon dans les bras, avec en arrière-plan le profil blanc d'une carte de la France et d'un but. Sur les marges du feuillet illustré de dix timbres, des scènes présentent différentes phases de jeu du rugby à XV. En fond, se distingue la silhouette de la coupe Webb Ellis, trophée de la compétition.
Le timbre et le bloc sont dessinés par André Lavergne pour une impression en héliogravure en un feuillet illustré de dix timbres.

## Octobre

### Jules Repiquet. Gouverneur 1914-1923
Le 11 octobre, est émis un timbre de 320 francs sur Jules Repiquet, gouverneur de Nouvelle-Calédonie et haut-commissaire de la République pour l'océan Pacifique de 1914 à 1923. Son portrait en médaillon voisine avec une scène de voyage à cheval à travers les fleuves et forêts de l'archipel.
Le timbre de 5,2 × 3,1 cm est dessiné et gravé par Yves Beaujard et imprimé en taille-douce en feuille de dix.
Environ cent mille timbres sont imprimés.

## Novembre
Les émissions du 9 novembre coïncide avec le Salon philatélique d'automne à Paris.

### Cascade de Tao
Le 9 novembre, est émis un timbre de 110 XPF reproduisant une photographie de la cascade de Tao, sur la côté Est de Grande Terre.
La photographie de N. Petit est mise en page sur un timbre de 3,1 × 5,2 cm imprimé en offset en feuille de vingt-cinq.
Cent quarante mille timbres sont imprimés.

### Flèche faîtière «Meyer» MNC
Le 9 novembre, est émis un timbre de 110 XPF montrant sur fond noir une partie d'une flèche faîtière, sculpture visible dans les maisons cérémonielles des Kanaks.
Le timbre de 3,1 × 5,2 cm est dessiné par Laurence Ramon et imprimé en offset en feuille de vingt-cinq.
Cent quarante mille timbres sont imprimés.

### Fruits tropicaux
Le 9 novembre, sont émis trois timbres sur des productions fruitières et agricoles des pays tropicaux : banane et pomme-liane sur le 35 XPF, vanille sur le 75 XPF, et ananas et litchi sur le 110 XPF.
Les timbres de 4 × 3 cm imprimés en offset en feuille de vingt-cinq sont dessinés par Laurence Ramon.
Cent quarante mille exemplaires de chaque valeur sont tirés.

### Hip-hop
Le 9 novembre, est émis un timbre de 110 francs sur un spectacle de hip-hop, Les Damnés, créé au début des années 2000 par la compagnie du chorégraphe Najib Guerfi, au Centre culturel Tjibaou.
Le timbre de 5,2 × 3,1 cm reproduit une photographie du spectacle prise par Éric Dell’Erba. Il est imprimé en offset en feuille de vingt-cinq.
Cent quarante mille exemplaires sont tirés.

### Meilleurs vœux 2008
Le 9 novembre, est émis un timbre de 110 XPF pour « souhait[er] tout le bonheur du monde » lancé par deux personnages courant vers un globe terrestre, à travers la faune et la flore des forêts de Nouvelle-Calédonie.
Le timbre de 4 × 3 cm est signé Jean-Richard Lisiak et est imprimé en offset en feuille de vingt-cinq.
Cent quarante mille exemplaires sont imprimés.

### Naissance
Le 9 novembre, est émis un timbre de 110 XPF pour annoncer une naissance. Le dessin montre un bébé couché dans une coquille entouré par quatre poissons.
Le timbre dessiné par Aurélie Baras mesure 4 centimètres sur 3 et est imprimé en offset en feuille de vingt-cinq unités.
Cent quarante mille timbres sont tirés.

### Le rail calédonien: «La Montagnarde»
Le 9 novembre, dans la série Le rail calédonien, sur l'histoire ferroviaire de l'archipel, est émis un timbre de 400 XPF sur « La Montagnarde ». Cette locomotive servit pour l'exploitation minière du nickel.
Le timbre de 5,2 × 3,1 cm est dessiné par Jean-Richard Lisiak et gravé par André Lavergne pour une impression en taille-douce en feuille de dix exemplaires.
Environ cent mille timbres sont tirés.

### Sources
- La presse philatélique française, dont les pages nouveautés de l'Écho de la timbrologie et de Timbres magazine,
- le catalogue de vente par correspondance de La Poste de métropole.